# D. Raja
Doraisamy Raja (ur. 3 czerwca 1949 w Chipachoor) – indyjski polityk.

## Życiorys
Urodził się w Chipachoor w dystrykcie Vellore w dzisiejszym stanie Tamilnadu, w ubogiej, dalickiej rodzinie. Zarówno jego ojciec, P. Doraisamy, jak i matka, Nayagam, byli robotnikami rolnymi. Sam Raja w jednym z wywiadów przyznał, że w młodości często głodował. Studiował w G.T.M. College w Gudiyattam oraz w Government Teachers College w Vellore. Był pierwszym mieszkańcem swojej rodzinnej wioski z dyplomem uniwersyteckim.
W życie polityczne zaangażował się podczas studiów, związał się z Ogólnoindyjską Federacją Studentów (AISF) afiliowaną przy Komunistycznej Partii Indii (KPI). Wstąpił następnie do Ogólnoindyjskiej Federacji Młodzieży (AIYF), również połączonej z KPI. Szybko awansował, był stanowym sekretarzem AIYF (1975–1980) oraz jej sekretarzem generalnym (1985–1990). W 1992, na kongresie w Hajdarabadzie, został włączony w skład ogólnoindyjskich władz partii, a w 1994 wybrany sekretarzem krajowym KPI, którą to funkcję piastował do 2019. 21 lipca 2019 Rada Krajowa Partii powołała go na stanowisko sekretarza generalnego. Jest pierwszym dalitą kierującym Komunistyczną Partią Indii, jak również jakąkolwiek znaczącą indyjską partią komunistyczną w ogóle.
Przez dwie kadencje (2007–2019) zasiadał w izbie wyższej indyjskiego parlamentu federalnego.
7 stycznia 1990 w Kannur poślubił Annie Raję, również prominentną działaczkę komunistyczną. Para doczekała się córki, Aparajithy.
Opublikował Dalit Question: The Way Forward (2007).